# Имиджмейкър
Имиджмейкър (на английски: image-maker, от image – „образ“, „изображение“, и „maker“ – производител) e майстор, професионалист по изграждането на позитивен образ – имидж.
В съвременното си разбиране – професия на PR специалист, който работи за дадена личност. Според перифразата на едно популярно определение на Института за връзки с обществеността в Лондон това се постига с преднамереното, планирано и непрекъснато усилие да се установи взаимно разбиране между една организация или личност и обществото. Целта е да се изгради положителен образ или представа за определен човек, група от хора, институция или държава.
Специалистът по имидж използва техники и инструменти, чрез които публичната личност става популярна, печели гласоподаватели, клиенти или фенове и остава на гребена на вълната възможно най-дълго. Благодарение на подобни стратегии, включващи целенасочени мерки и действия, обществото става благосклонно към един или друг бизнесмен, политик, интелектуалец, или вярно на една известна марка.
Механизмът за постигане на положителен образ често пъти удивително напомня на Холивудските конвейери за създаване на звезди, или на шоу-технологията за лансиране и издигане на попидоли и кумири. Бляскавата външност, неизбежните популистки ходове, редовните светски участия – това са само нищожна част от огромната система за издигане и популяризиране на личности, на търговски марки, на идеи и стоки.
Мечтаният от всеки имиджмейкър е онзи момент, в който името, търговската марка започват да работят за човека, за продукта, за услугата. Емблематичният смисъл е в автоматизма, чрез който се възприема това име или марка. Крайната цел е да се постигне одобрение, възхита, желание и предпочитание към тях, за което понякога се изисква продължителен период от време и съвместна работа на специалисти по PR, рекламни стратези, социолози и психолози, антрополози, консултанти по костюмерия, невербална комуникация, ораторско изкуство и т.н.
Имиджмейкърите създават колажи от качества, добродетели и черти (интелектуални и емоционални), които представят личността или продукта откъм най-добрата им страна в обществото. Водещи принципи в тези стратегии за налагане на положителен образ са – селективност, митологизация, хиперболизация и стереотипизация. 